# Sören Wibe
Sören Axel Wibe (ur. 8 października 1946 w Östersundzie, zm. 29 grudnia 2010 w Umeå) – szwedzki ekonomista i polityk, wykładowca akademicki, poseł krajowy i europejski, lider Listy Czerwcowej.

## Życiorys
Studiował matematykę, fizykę i ekonomię na Uniwersytecie Sztokholmskim. Pracę doktorską poświęconą hutnictwu żelaza obronił na Uniwersytecie w Umeå. Pracował jako wykładowca akademicki, objął stanowisko profesora na Szwedzkim Uniwersytecie Rolniczym.
Działał w Partii Lewicy, z której przeszedł do Szwedzkiej Socjaldemokratycznej Partii Robotniczej. Z ramienia tej ostatniej sprawował mandat posła do Parlamentu Europejskiego IV kadencji (1995–1999), zasiadając w grupie socjalistycznej. Od 2002 do 2006 zasiadał w szwedzkim parlamencie.
Sören Wibe był jednym z najbardziej znanych krytyków członkostwa Szwecji w Unii Europejskiej. W 2008 opuścił socjaldemokratów i objął stanowisko przewodniczącego eurosceptycznej Listy Czerwcowej. W 2009 wybrano go na przewodniczącego europartii Demokraci UE. Obie funkcje pełnił do czasu swojej śmierci.